# 謝奕
謝奕（4世紀—358年），字无奕，陳郡陽夏人。晉朝官員，東晉太保謝安兄。官至安西將軍、豫州刺史。

## 生平
陳郡謝氏的早期名人，謝奕年輕就有名譽，初任剡縣縣令，後入朝為吏部郎，又出為晋陵太守。謝奕與桓温交好，至永和元年（345年）桓溫被升為安西將軍、荊州刺史時，謝奕被其聘用为安西司马。謝奕雖然成為桓溫屬官，但友誼不變，謝奕毫不把他看成上司，而且在與桓溫同坐時更表現得無拘無束，和平日一樣。故桓温常说：「谢奕是我的方外司马。」
升平元年（357年），堂兄鎮西將軍謝尚去世，因其在豫州有德政，故此受當地人民思念。朝廷因而遷謝奕為都督豫司冀并四州諸軍事、安西將軍、豫州刺史、假節。次年，謝奕於任內逝世，朝廷追贈鎮西將軍。

## 性格特徵
- 謝奕性格粗鲁，曾因事咒骂王述。[2]
- 谢奕好喝酒，任剡縣縣令時曾有老人犯法，謝奕命他喝醇酒，老人醉了謝奕仍要他繼續喝，因年幼的謝安勸阻，才放了那老人。後任桓溫司馬時，每因酒醉不顧禮節，曾經逼上司桓溫飲酒，逼得他逃到妻子南康公主處。[3]。又一次謝奕拿著酒聽公事，竟抓著桓溫一個兵帥一同喝。

## 家庭

### 父親
- 謝裒，東晉太常卿。

### 兄弟
- 謝據，謝奕二弟，早卒[4]
- 謝安，謝奕三弟，東晉重要政治家，官至太保、衛將軍、都督十五州諸軍事。
- 謝萬，謝奕四弟，東晉名士，官至西中郎將、豫州刺史。
- 謝石，謝奕五弟，東晉衛將軍、尚書令。
- 謝鐵，謝奕六弟，東晉永嘉太守。

### 子女
- 謝寄奴，謝奕長子，早卒。
- 謝探遠，謝奕次子，早卒。
- 謝泉，或作謝淵，謝奕三子。義興太守。
- 謝攸，謝奕四子，散騎侍郎，早卒
- 謝靖，謝奕五子，太常。
- 謝豁，謝奕六子，早卒。
- 謝玄，謝奕七子，東晉重要將領，曾領兵在淝水之戰後北伐。官至左將軍。
- 謝康，謝奕八子，後過繼給謝尚。
- 謝道韞，謝奕長女，嫁王凝之。
- 謝道荣，謝奕次女，嫁范少連。
- 謝道粲，謝奕三女，嫁郗恢。
- 謝道輝，謝奕四女，嫁桓石民。

## 延伸阅读
[在维基数据编辑]
 《晉書·卷079》，出自房玄齡《晉書》